# Pelswick
Pelswick é uma série animada canadense/chinesa, co-produzida pela Nelvana Limited e Suzhou Hong Ying Animation Corporation Limited, em associação com a Canadian Broadcasting Corporation e a Nickelodeon. A série é sobre um adolescente que usa uma cadeira de rodas, enfatizando como ele vive uma vida normal, tendo sido e baseada nos livros criados por John Callahan. Foi ao ar durante o Nick na CBS em 14 de setembro de 2002, em seguida, terminou em novembro do mesmo ano. Em Portugal, a série foi emitida pela RTP2 com o nome de "O Rodinhas".

## Personagens
- Pelswick Eggert
- Ace Nakamura
- Julie Smockford